# Ministère des Affaires religieuses (Tunisie)
Pour les articles homonymes, voir Ministère des Affaires religieuses.
Le ministère des Affaires religieuses (arabe : وزارة الشؤون الدينية) est un ministère tunisien chargé des affaires religieuses.

## Histoire
À l'origine, il existe dès 1967 une direction du culte rattaché au Premier ministère, premier organe de contrôle de l'État sur le domaine religieux en Tunisie depuis l'indépendance ; elle est placée sous la direction du théologien Mustapha Kamel Tarzi. Celui-ci occupe le poste jusqu'en 1987 durant toute la présidence de Habib Bourguiba.
En 1989, elle devient un secrétariat d'État puis, en 1992, un ministère dont la tâche fondamentale est d'appliquer la politique de l'État dans le domaine religieux et de mettre en place des plans et programmes facilitant la mise en place des rites religieux et le service des valeurs spirituelles.

## Missions et attributions
- Coordonner les travaux et les activités relatifs aux affaires religieuses en collaboration avec l'ensemble des parties concernées ;
- Faciliter l'accomplissement du culte ;
- Prendre soin du Coran, encourager son apprentissage, sa récitation et sa compréhension en organisant les concours coraniques et les dictions et en veillant au bon fonctionnement des kouttabs ;
- Participer au renforcement de la recherche scientifique dans les domaines des sciences islamiques et veiller à la réhabilitation du patrimoine islamique, à sa préservation et sa diffusion ;
- Prendre soin des mosquées et de l'ensemble des monuments religieux ;
- Superviser les cadres d'inspection et de prédication, les imams, les mouaddibs et les chargés des affaires des mosquées ;
- Arrêter les programmes relatifs au recrutement des différents cadres religieux et assurer leur formation ;
- Assurer la gestion administrative et financière des affaires religieuses ;
- Organiser le hajj et la oumra en collaboration et avec les ministères concernés afin de garantir aux pèlerins les meilleures conditions de repos et d'accomplissement des rites ;
- Promouvoir l'information religieuse et la développer afin de valoriser le discours religieux ;
- Organiser les festivals et les manifestations à caractère religieux aux niveaux local, régional et national ;
- Organiser les séminaires et les colloques scientifiques et religieux aux plans national, local, islamique et international,

participer aux colloques et congrès religieux internationaux ;
- Assurer le suivi des activités des associations coraniques et de leur ligue ;
- Encadrer les Tunisiens à l'étranger sur le plan religieux en vue de préserver leur identité de tout déracinement et de consolider leur attachement à la patrie ;
- Renforcer les relations de coopération avec les pays, les organismes et les organisations islamiques.

## Établissement sous-tutelles
- Institut supérieur des sciences religieuses
- Centre de recherches et d'études pour le dialogue des civilisations et des religions comparées

## Ministre
Le ministre des Affaires religieuses est nommé par le chef du gouvernement depuis 2011, selon la loi constituante de 2011, puis l'article 89 de la Constitution de 2014. Selon la Constitution de 1959, il était nommé par le président de la République sur proposition du Premier ministre.
Il dirige le ministère et participe au Conseil des ministres.

### Liste
| Image | Nom                    | Parti       |  | Gouvernement                                                    | Début du mandat  | Fin du mandat    |
| ----- | ---------------------- | ----------- |  | --------------------------------------------------------------- | ---------------- | ---------------- |
|       | Ali Chebbi             | RCD         |  | Gouvernement Karoui                                             | 9 mars 1992      | 17 novembre 1999 |
|       | Jalloul Jeribi         | RCD         |  | Gouvernement Ghannouchi I                                       | 17 novembre 1999 | 10 novembre 2004 |
|       | Boubaker El Akhzouri   | RCD         |  | Gouvernement Ghannouchi I                                       | 10 novembre 2004 | 31 décembre 2010 |
|       | Kamel Omrane           | RCD         |  | Gouvernement Ghannouchi I                                       | 31 décembre 2010 | 17 janvier 2011  |
|       | Laroussi Mizouri       | Indépendant |  | Gouvernement Ghannouchi II Gouvernement Caïd Essebsi            | 17 janvier 2011  | 24 décembre 2011 |
|       | Noureddine El Khademi  | Indépendant |  | Gouvernement Jebali Gouvernement Larayedh                       | 24 décembre 2011 | 29 janvier 2014  |
|       | Mounir Tlili           | Indépendant |  | Gouvernement Jomaa                                              | 29 janvier 2014  | 6 février 2015   |
|       | Othman Battikh         | Indépendant |  | Gouvernement Essid                                              | 6 février 2015   | 12 janvier 2016  |
|       | Mohamed Khalil         | Indépendant |  | Gouvernement Essid                                              | 12 janvier 2016  | 27 août 2016     |
|       | Abdeljalil Ben Salem   | Indépendant |  | Gouvernement Chahed                                             | 27 août 2016     | 4 novembre 2016  |
|       | Ghazi Jeribi (intérim) | Indépendant |  | Gouvernement Chahed                                             | 4 novembre 2016  | 20 mars 2017     |
|       | Ahmed Adhoum           | Indépendant |  | Gouvernement Chahed Gouvernement Fakhfakh Gouvernement Mechichi | 20 mars 2017     | 11 octobre 2021  |
|       | Ibrahim Chaibi         | Indépendant |  | Gouvernement Bouden/Hachani                                     | 11 octobre 2021  | 21 juin 2024     |
|       | Ahmed Bouhali          | Indépendant |  | Gouvernement Madouri/Zaafrani                                   | 25 août 2024     | en cours         |